# Paradise Lost (album Symphony X)
Paradise Lost – siódmy album grupy Symphony X. Jest to album koncepcyjny, którego słowa oparte są na powieści Johna Miltona pt. Raj utracony. Album został wydany 26 czerwca 2007 roku.

## Twórcy
- Sir Russell Allen – śpiew
- Michael Romeo – gitara elektryczna
- Michael Pinnella – instrumenty klawiszowe
- Mike LePond – gitara basowa
- Jason Rullo – perkusja

## Lista utworów
1. „Oculus ex Inferni” – 2:34
2. „Set the World on Fire (The Lie of Lies)” – 5:55
3. „Domination” – 6:29
4. „The Serpent’s Kiss” – 5:03
5. „Paradise Lost” – 6:32
6. „Eve of Seduction” – 5:04
7. „The Walls of Babylon” – 8:16
8. „Seven” – 7:01
9. „The Sacrifice” – 4:49
10. „Revelation (Divus Pennae ex Tragoedia)” – 9:17